# جيمس أو
جيمس أو (بالإنجليزية: James Oh)‏ هو لاعب غولف أمريكي، ولد في 5 أبريل 1982 في لوس أنجلوس في الولايات المتحدة.

## وصلات خارجية
- جيمس أو على موقع رابطة لاعبي الغولف المحترفين (الإنجليزية)